# Liste der Biografien/Murs
Liste der Biografien |
Portal Biografien |
Personensuche
# |
A |
B |
C |
D |
E |
F |
G |
H |
I |
J |
K |
L |
M |
N |
O |
P |
Q |
R |
S |
T |
U |
V |
W |
X |
Y |
Z |
?
 
Ma |
Mb |
Mc |
Md |
Me |
Mf |
Mg |
Mh |
Mi |
Mj |
Mk |
Ml |
Mm |
Mn |
Mo |
Mp |
Mq |
Mr |
Ms |
Mt |
Mu |
Mv |
Mw |
Mx |
My |
Mz
 
Mua |
Mub |
Muc |
Mud |
Mue |
Muf |
Mug |
Muh |
Mui |
Muj |
Muk |
Mul |
Mum |
Mun |
Muo |
Mup |
Muq |
Mur |
Mus |
Mut |
Muu |
Muv |
Muw |
Mux |
Muy |
Muz
 
Mura |
Murb |
Murc |
Murd |
Mure |
Murf |
Murg |
Murh |
Muri |
Murj |
Murk |
Murl |
Murm |
Murn |
Muro |
Murp |
Murr |
Murs |
Murt |
Muru |
Murv |
Murw |
Mury |
Murz
Die Liste der Biografien führt alle Personen auf, die in der deutschsprachigen Wikipedia einen Artikel haben. Dieses ist eine Teilliste mit 39 Einträgen von Personen, deren Namen mit den Buchstaben „Murs“ beginnt.

## Murs
- Murs (* 1978), US-amerikanischer Rapper
- Murs, Olly (* 1984), britischer Singer-SongwriterOlly Murs (* 1984)

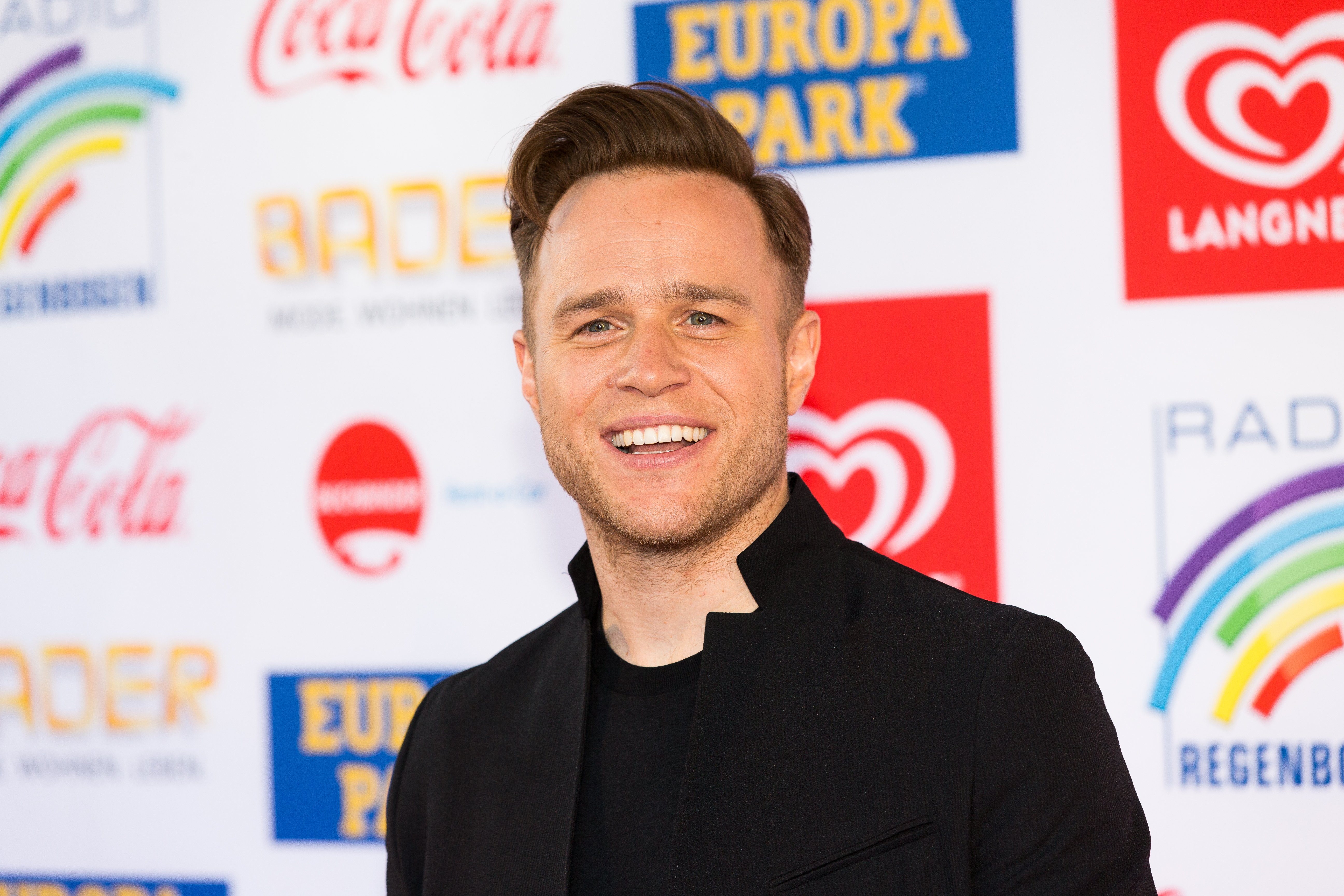
Olly Murs (* 1984)

### Mursa
- Mursa, Artur (* 2000), ukrainischer Fußballspieler
- Mursa, Ulrico (1862–1934), brasilianischer Ingenieur
- Mursajew, Eduard Makarowitsch (1908–1998), sowjetischer Geograph
- Mursajew, Mirlan (* 1990), kirgisischer Fußballspieler
- Muršak, Jan (* 1988), slowenischer Eishockeyspieler
- Mursal, Maryam (* 1950), somalische Sängerin und Komponistin
- Mursalijewa, Albina Musfarewna (* 1996), russische Handballspielerin

### Mursc
- Mursch, Karl-Heinz (1911–2002), deutscher Politiker (CDU), MdB, MdEP
- Mursch, Richard (1882–1966), deutscher Postbeamter und Politiker (DNVP), MdL
- Murschel, Anna, angeklagte Hexe
- Murschel, Bernd (* 1956), deutscher Politiker (Grüne), MdL
- Murschel, Wilhelm Heinrich (1795–1869), württembergischer liberaler Politiker
- Murschetz, Annette (* 1967), deutsche Bühnenbildnerin
- Murschetz, Luis (* 1936), österreichischer Karikaturist und Kinderbuchautor
- Murschhauser, Franz Xaver († 1738), deutscher Organist und Komponist
- Murschid, Salmān al- (1907–1946), syrischer religiöser und politischer Führer
- Murschtschakina, Natallja (* 1976), belarussische Biathletin

### Murse
- Mürset, Alfred (1860–1910), Oberfeldarzt der Schweizer Armee
- Mürset, Louis (1857–1921), Schweizer Jurist, Generalsekretär und Kreisdirektionspräsident der Schweizerischen Bundesbahnen

### Mursh
- Murshed, Niaz (* 1966), bangladeschischer Schachgroßmeister
- Murshid Quli Khan († 1727), Gouverneur (subahdar) des Mogulherrschers Aurangzeb in Bengalen

### Mursi
- Mursi, Abu l-Abbas al- (1219–1286), ägyptischer Sufi-Scheich
- Mursi, Mohammed (1951–2019), ägyptischer Politiker und MaterialwissenschaftlerMohammed Mursi (1951–2019)

Mohammed Mursi (1951–2019)

- Muršili I., hethitischer Großkönig
- Muršili II., hethitischer Großkönig
- Muršili III., hethitischer Großkönig
- Mursin, Alexei (* 1974), kasachischer Eishockeyspieler
- Mursin, Grigori Nikolajewitsch (* 1970), russischer Ultramarathonläufer
- Mursin, Jewgeni Alexandrowitsch (1914–1970), russischer Ingenieur, Erfinder des ANS-Synthesizers
- Mursin, Wolodar Arturowitsch (* 2006), russischer Schachgroßmeister
- Mursina, Jelena Anatoljewna (* 1984), russische Turnerin und Olympiasiegerin
- Mursinna, Christian Ludwig (1744–1823), deutscher Chirurg und Hochschullehrer
- Mursinna, Samuel (1717–1795), evangelisch-reformierter Theologe der Aufklärung in Preußen

### Mursk
- Murska, Ilma von (1834–1889), kroatische Opernsängerin (Sopran) und Gesangspädagogin
- Murski, Alexander Alexandrowitsch (1869–1943), russischer Schauspieler

### Mursu
- Mursu, Juhani (* 1940), finnisch-schwedischer Gewichtheber

### Mursw
- Murswiek, Dietrich (* 1948), deutscher Rechtswissenschaftler